# Pierre Semmler
Pierre Semmler (auch bekannt als Peter Semmler; * 19. April 1943 in Gladbeck; † 9. September 2011) war ein deutsch-französischer Schauspieler.

## Leben und Werk
Semmler absolvierte eine Ausbildung zum Elektriker, Schlosser und Schweißer und arbeitete anschließend bei Ford am Fließband. Nach der Kündigung führte er ein unstetes Leben, war obdachlos und verdiente seinen Unterhalt unter anderem als Drücker und Vertreter, arbeitete in Berlin im Tiefbau und auf einer französischen Militärbasis. 1964 kam er per Anhalter nach Nordafrika und war in der Tibesti-Sahara mit Lasttransporten und im Tschad, in Kamerun und in Gabun als Radiomechaniker und Barmann befasst. Es folgten von 1970 bis 1974 Aufenthalte in Paris, New York, Schweden, Irland, den Malediven und Seychellen. Danach studierte er in Paris Regie, Bühne und Schauspiel und erhielt abschließend ein Diplom des Cours René Simon.
Mitte der 1970er Jahre spielte Semmler kleinere Rollen in Filmen wie Christian Gions Das Freudenhaus in der Rue Provence mit Anicée Alvina. Im TV-Sechsteiler Die Insel der dreißig Tode spielte er 1979 neben Claude Jade den Deutschen Otto, den von Véronique ausgetricksten Handlanger des Grafen Vorski (Jean-Paul Zehnacker). Diese Rolle machte den attraktiven Blonden in Frankreich populär. Er spielte nun häufiger Hauptrollen, so als Lover Berthold Meyer in Ein Mann meiner Größe (Un homme à ma taille) und als Steff Müller in Jean-Pierre Mockys La Machine à découdre. 
Bekannt wurde er in Deutschland neben der Insel der 30 Tode vor allem in der Rolle des Vorgesetzten Walter Jülich im Ermittlerteam der Krimi-Reihe Nachtschicht, den er von 2003 bis 2010 verkörperte. In den 1980er Jahren trat Semmler zumeist als „Deutscher vom Dienst“ in Erscheinung, wie in Alain Delons-Thriller Drei Männer müssen sterben. Seit den 1990er Jahren spielte er in einigen Episoden deutscher TV-Serien.
Er starb am 9. September 2011.

## Filmografie (Auswahl)
- 1978: Ohne Datenschutz (Le Dossier 51)
- 1978: Eine einfache Geschichte (Une histoire simple)
- 1978: Das Freudenhaus in der Rue Provence (One, Two, Two: 122, rue de Provence)
- 1979: Die Insel der 30 Tode (L'île aux trente cercueils)
- 1980: Kommissar Moulin (Commissaire Moulin, Fernsehserie, 1 Folge)
- 1981: Ein jeglicher wird seinen Lohn empfangen… (Les Uns et les Autres)
- 1982: Das As der Asse (L’As des as)
- 1983: Edith und Marcel (Édith et Marcel)
- 1984: Die Glorreichen (Les Morfalous)
- 1984: Der Tiefflieger (Le fou du roi)
- 1984: Das Blut der Anderen (Le Sang des autres)
- 1986: La machine à découdre
- 1985: Weggehen und wiederkommen (Partir, revenir)
- 1988: Le caviar rouge
- 1988: Un été à Paris
- 1990: Le jeu du renard
- 1992: Marienhof (mehrere Folgen)
- 1994: Die Zärtlichkeit des Tigers (Wonderboy – De sueur et de sang)
- 1998: Winnetous Rückkehr (1. und 2. Teil)
- 1999: La Débandade
- 1999: Die Straßen von Berlin
- 2000: Kanak Attack
- 2001: Stirb nicht zu langsam
- 2001: Vera Brühne (Zweiteiler)
- 2002: Einsatz in Hamburg (Fernsehserie, Folge Rückkehr des Teufels)
- 2002: Das Jesus Video
- 2003–2010: Nachtschicht (Fernsehreihe) → siehe Besetzung
- 2004: Inga Lindström: Die Farm am Mälarsee
- 2006: M.E.T.R.O. – Ein Team auf Leben und Tod
- 2006: Sturm der Liebe (Fernsehserie, 2 Folgen)
- 2009: Cargo